# Aeropuerto Internacional de Sacramento
El Aeropuerto Internacional de Sacramento (del inglés: Sacramento International Airport), (IATA: SMF, OACI: KSMF, FAA LID: SMF) es un aeropuerto público localizado a 10 millas (16 km) al noroeste del Distrito Central Comercial (CBD) de Sacramento, en el condado de Sacramento, California, EUA. Es operado por el Condado de Sacramento. Southwest Airlines es la aerolínea que opera alrededor de la mitad de los vuelos comerciales que llegan al aeropuerto.

## Instalaciones
El Aeropuerto Internacional de Sacramento cubre 22 kilómetros cuadrados (6,000 acres) y cuenta con dos pistas: 
- 16L / 34R: 8601 x 150 pies (2622 x 46 m) Concreto
- 16R / 34L: 8600 x 150 pies (2621 x 46 m) Asfalto

Todas las áreas públicas interiores disponen de conexión wi-fi (Internet inalámbrico) proporcionada por el Sistema de Aeropuertos del Condado de Sacramento.

## Terminales
El aeropuerto tiene dos terminales, la terminal A y la terminal B. En total, el aeropuerto tiene 32 puertas, 19 en la terminal B y 13 en la terminal A. La antigua terminal B tenía 14 puertas. 8 líneas aéreas operan desde la Terminal B y 6 líneas aéreas operan desde la Terminal A.

### Proyecto de expansión

Diagrama de terminal y pistas de SMF.

Terminales de SMF; note que el tren interterminales tiene una curva entre las secciones de lado aire y lado tierra de la Terminal B.

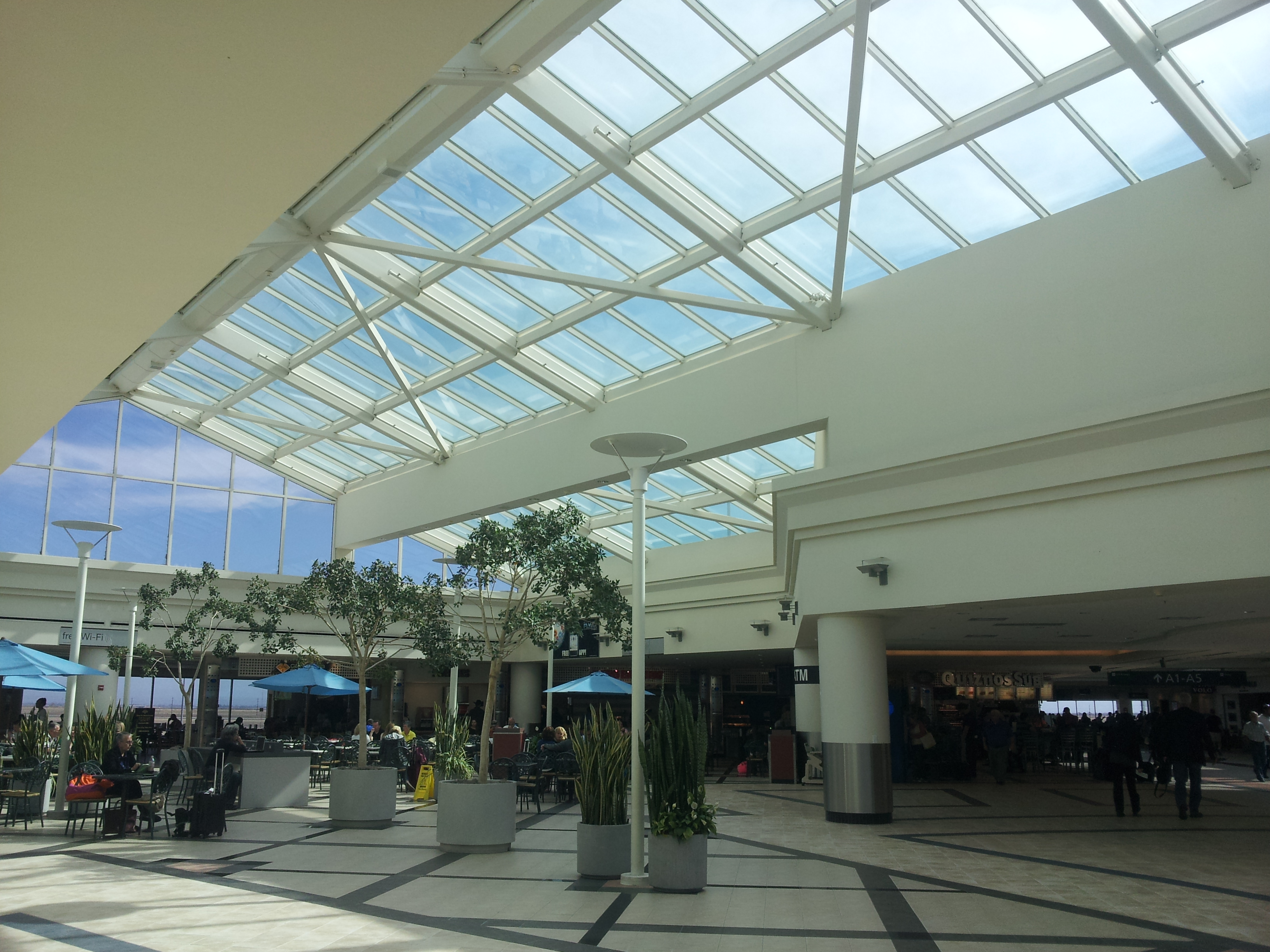
Terminal A en SMF

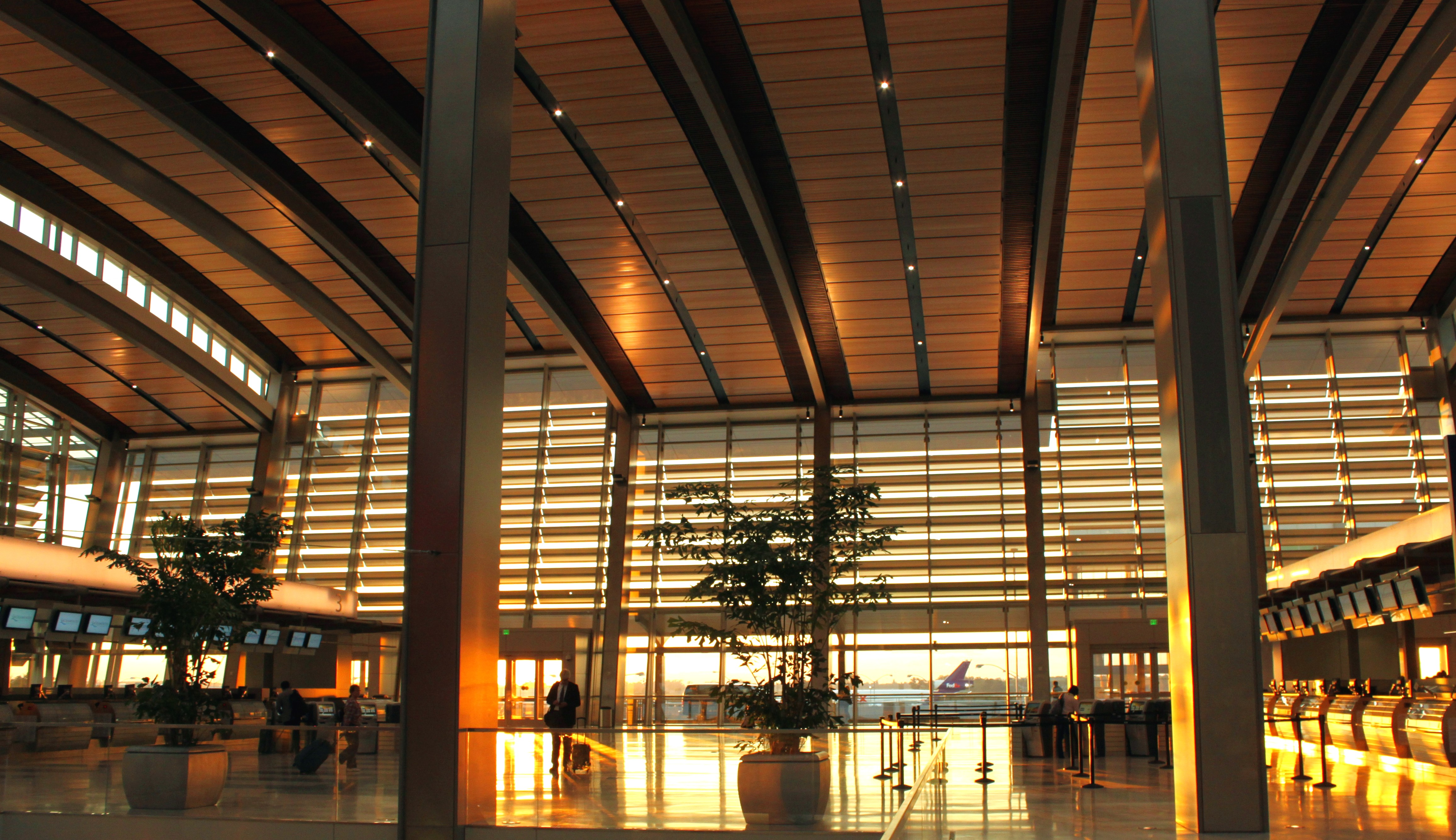
El vestíbulo de la nueva Terminal B.

El 7 de junio de 2006, se anunciaron planes para reemplazar la antigua Terminal B con una nueva terminal para el año 2012. En el año 2008, el Sistema de Aeropuertos del Condado de Sacramento hizo el proyecto de mejora de capital más grande en la historia del Condado de Sacramento: "The Big Build". Diseñado por Corgan Associates, Inc. en asociación con Fentress Arquitectos. La terminal terrestre fue construida por la empresa conjunta de Austin Commercial, LP y Walsh Construction. La puertas de la zona de operaciones y de tren ligero fue construida por Turner Construction. El proyecto de modernización de la terminal de 1030 millones dólares reemplaza la antigua terminal Terminal B del aeropuerto, para satisfacer la creciente demanda de servicios de pasajeros y mejorar la capacidad del aeropuerto para atraer nuevas compañías y rutas. Aeroméxico, Alaska Airlines / Horizon Air, American Airlines, Hawaiian Airlines, Volaris y Southwest Airlines se encuentran en la nueva terminal, mientras que Delta Air Lines y United Airlines, JetBlue operan desde la Terminal A. 
El complejo Central de la Terminal B es tres veces del tamaño de la Terminal B original con las dos partes del complejo - salidas y llegadas - conectados por un movedor automatizado de personas. 
Las autoridades del aeropuerto ofrecieron una conferencia de prensa el 15 de julio de 2011 en la Feria del Estado de California, para anunciar que la terminal se abriría el 6 de octubre de 2011. Se trata de muchos meses antes de lo previsto a partir de la apertura proyectada original, en 2012.
La nueva Central Terminal B entró en pleno funcionamiento el 6 de octubre de 2011. Salvamento y deconstrucción del edificio de llegadas internacionales y la demolición de la Terminal B original fueron programados para comenzar poco después de la apertura de la nueva terminal. Se previó que el proceso se completara antes de mayo de 2012. Un hotel de Hyatt Place está previsto que se construirá entre las dos terminales actuales.
Los primeros restaurantes con servicio de meseros del aeropuerto, Esquire Grill y Cafetería 15L, fueron introducidos en la nueva Terminal B cuando se abrió. Otras opciones llegaron al aeropuerto, creando una zona de comida que es muy famosa en el norte de California.

## Aerolíneas y destinos

### Pasajeros

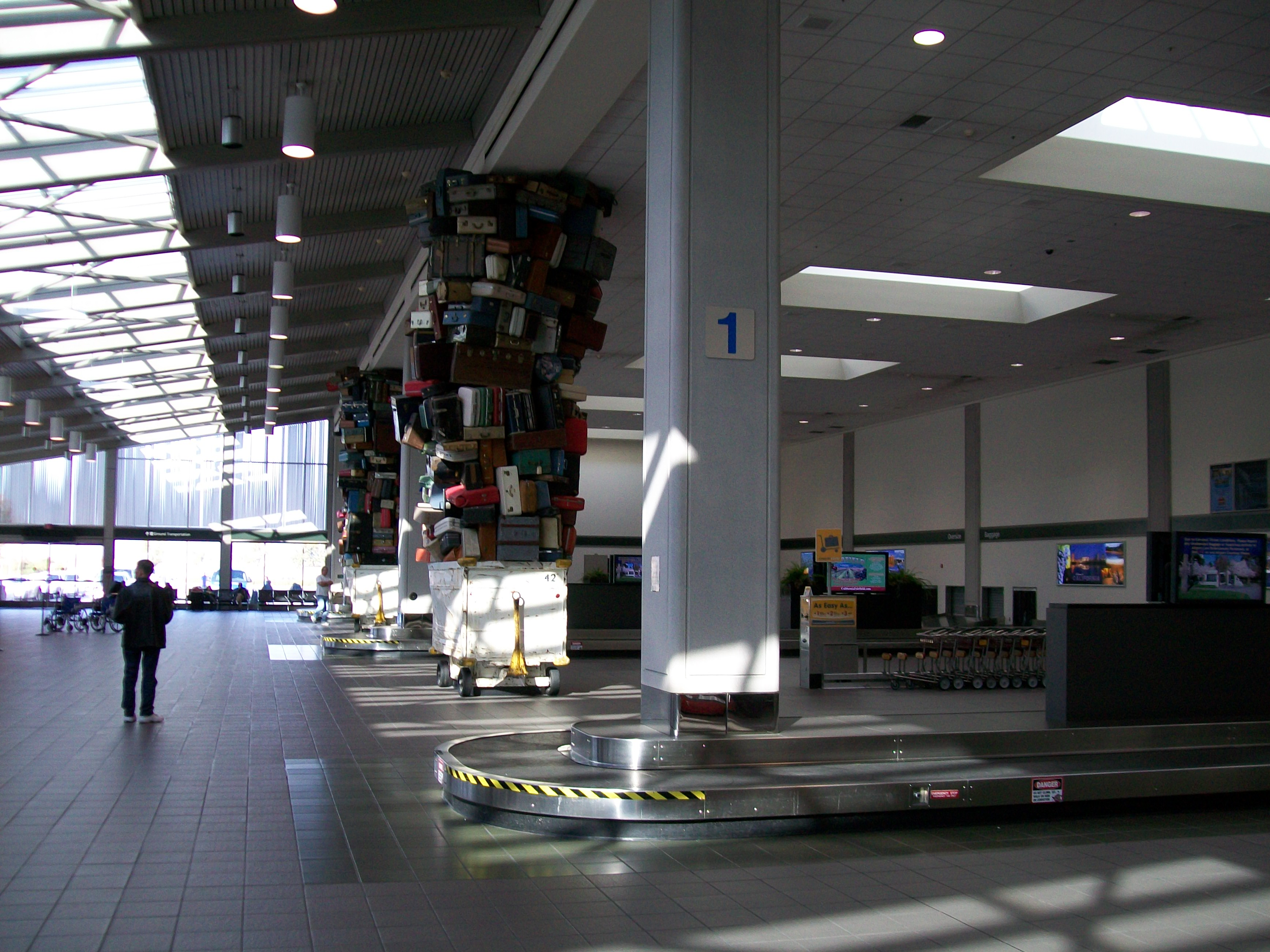
Reclamo de equipaje de la Terminal A.

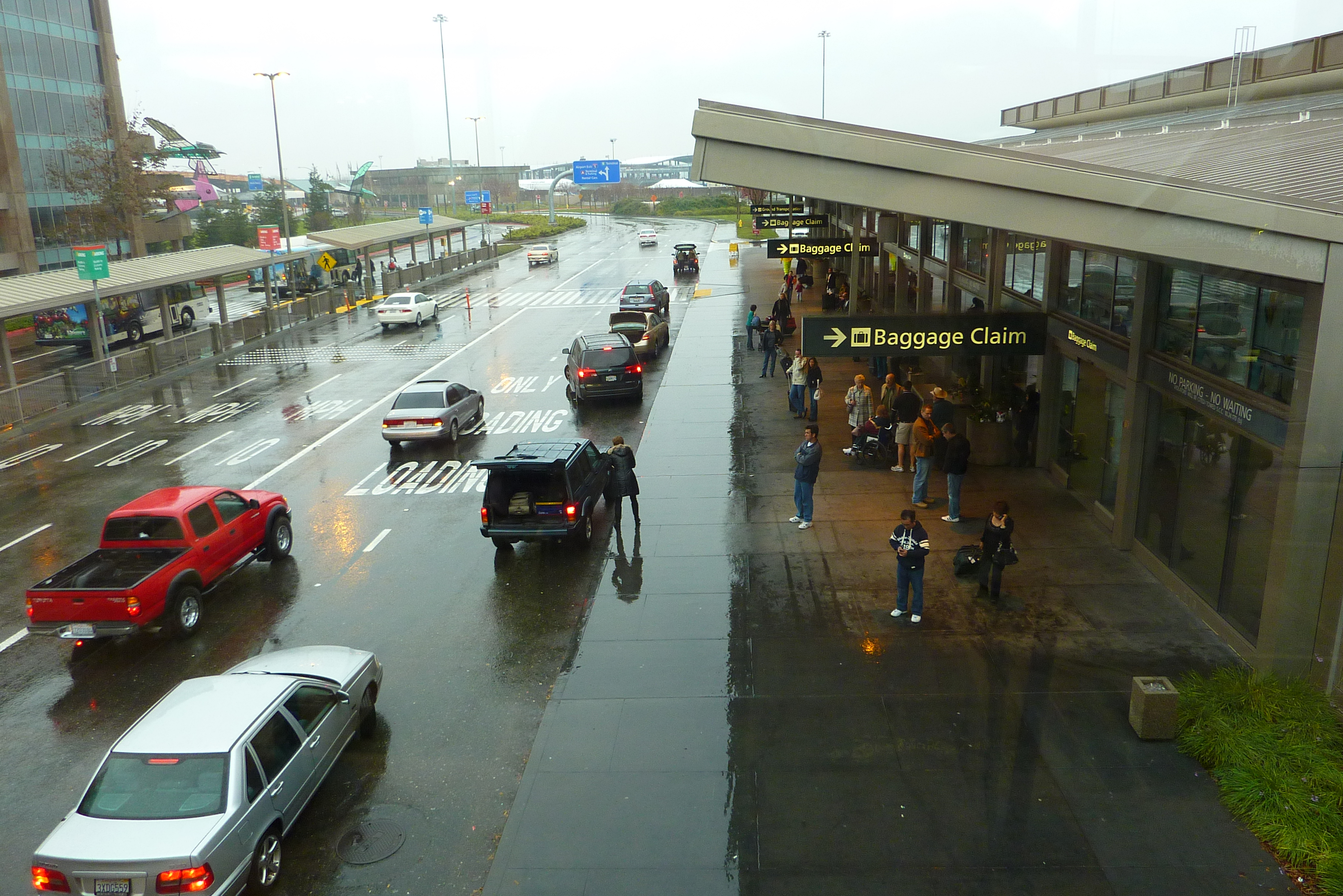
Terminal A del Aeropuerto.

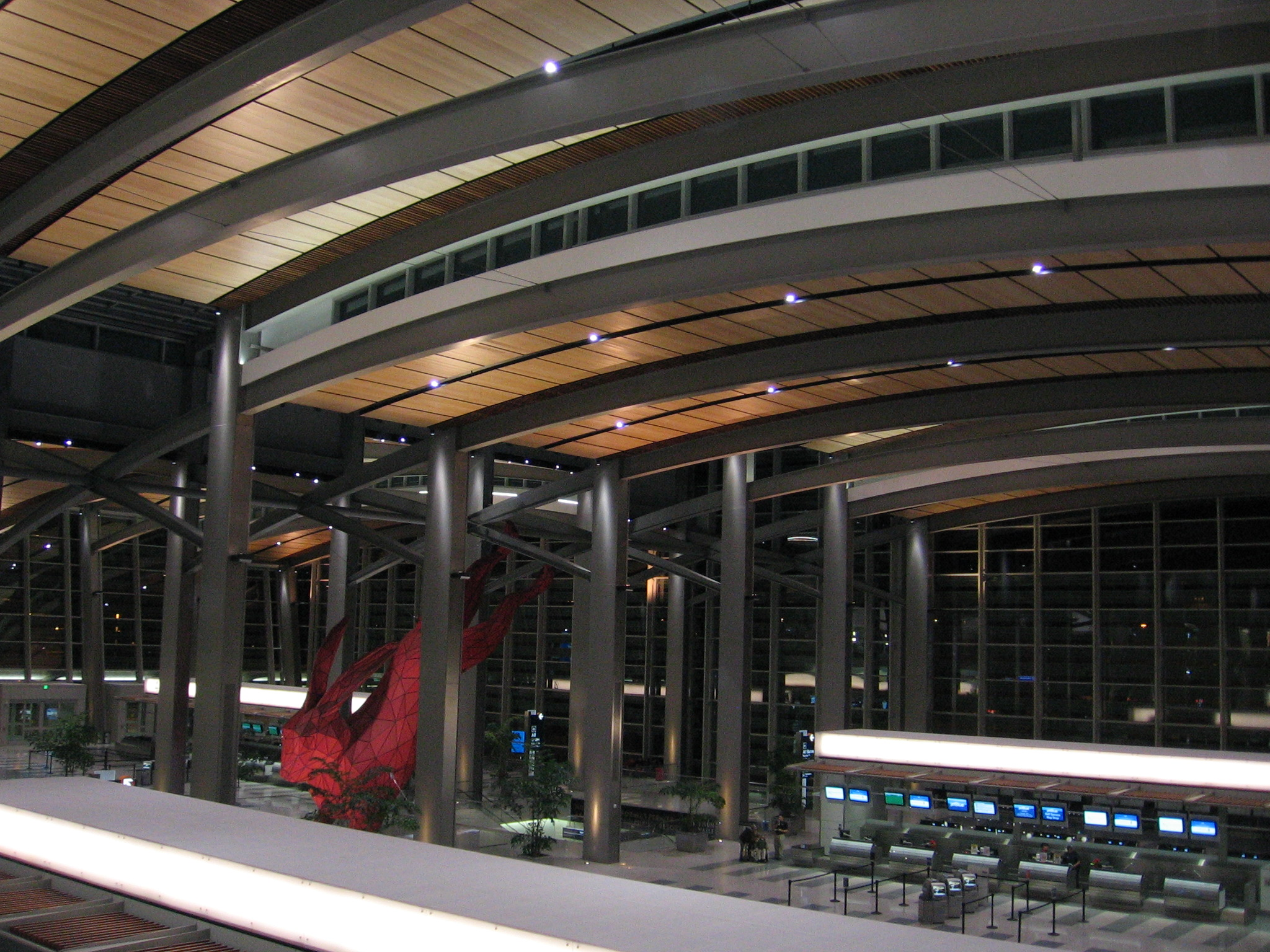
Interior de la nueva Terminal B de Sacramento.

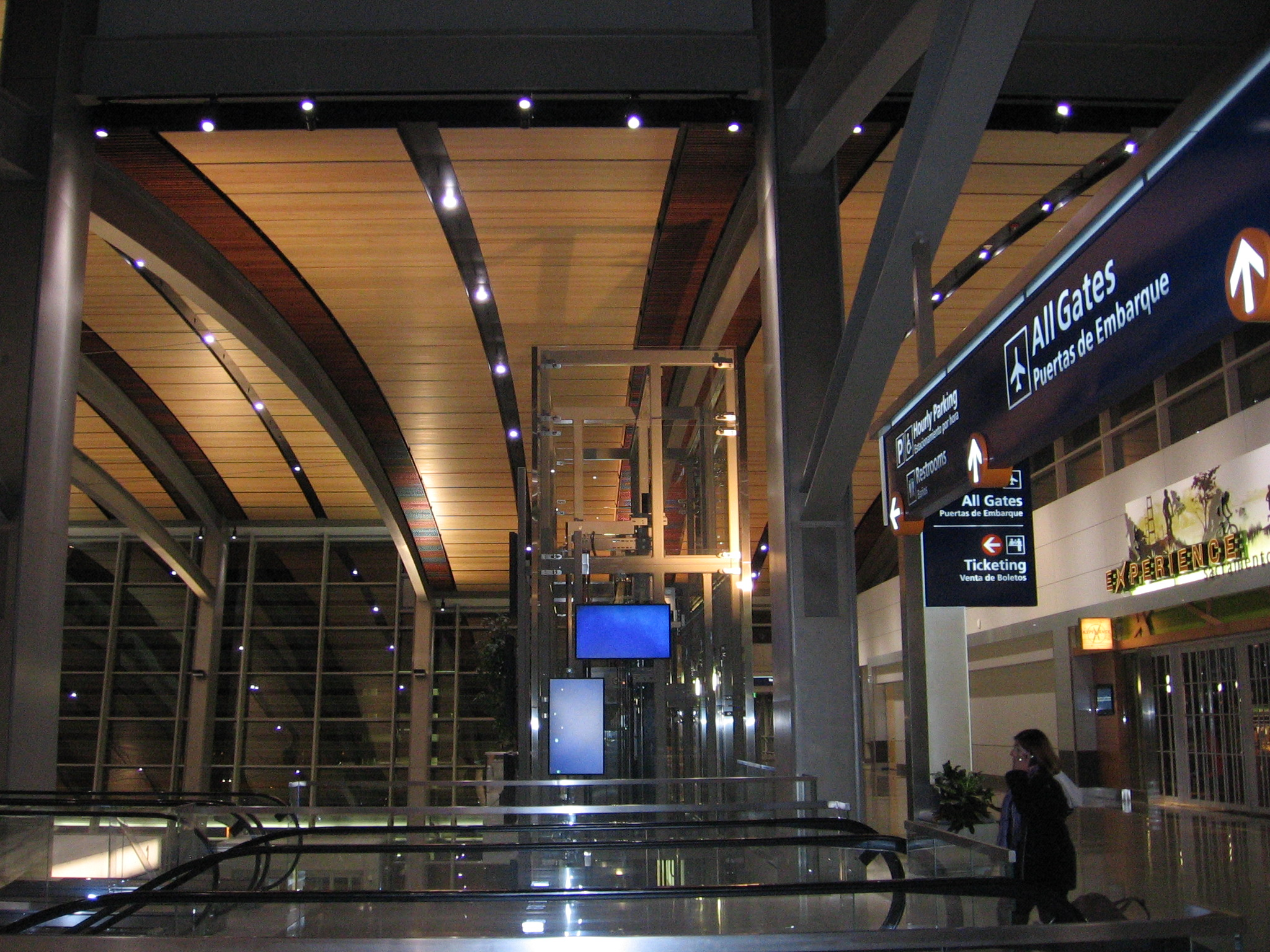
Interior de la Terminal B.

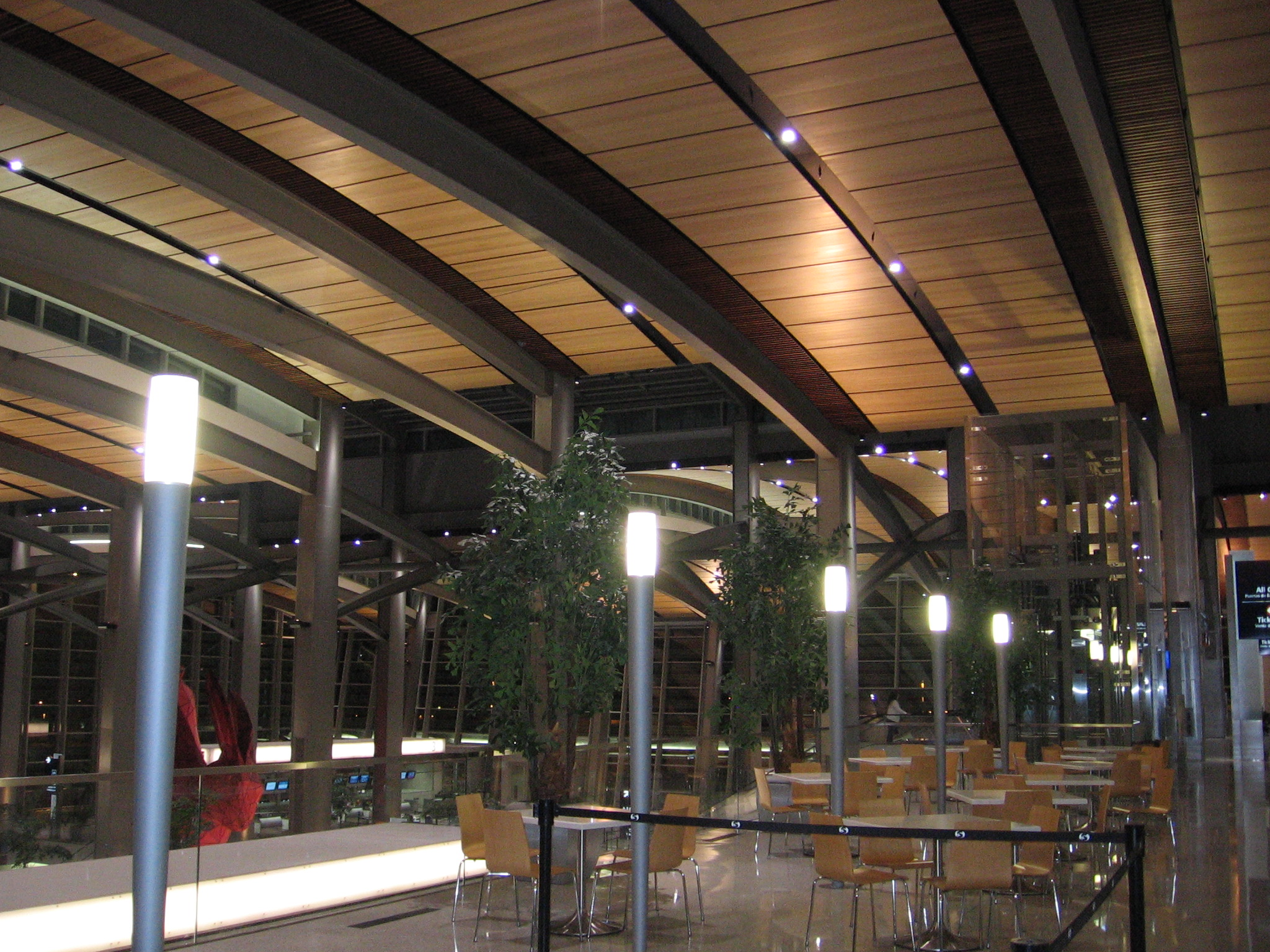
Terminal B del Aeropuerto.

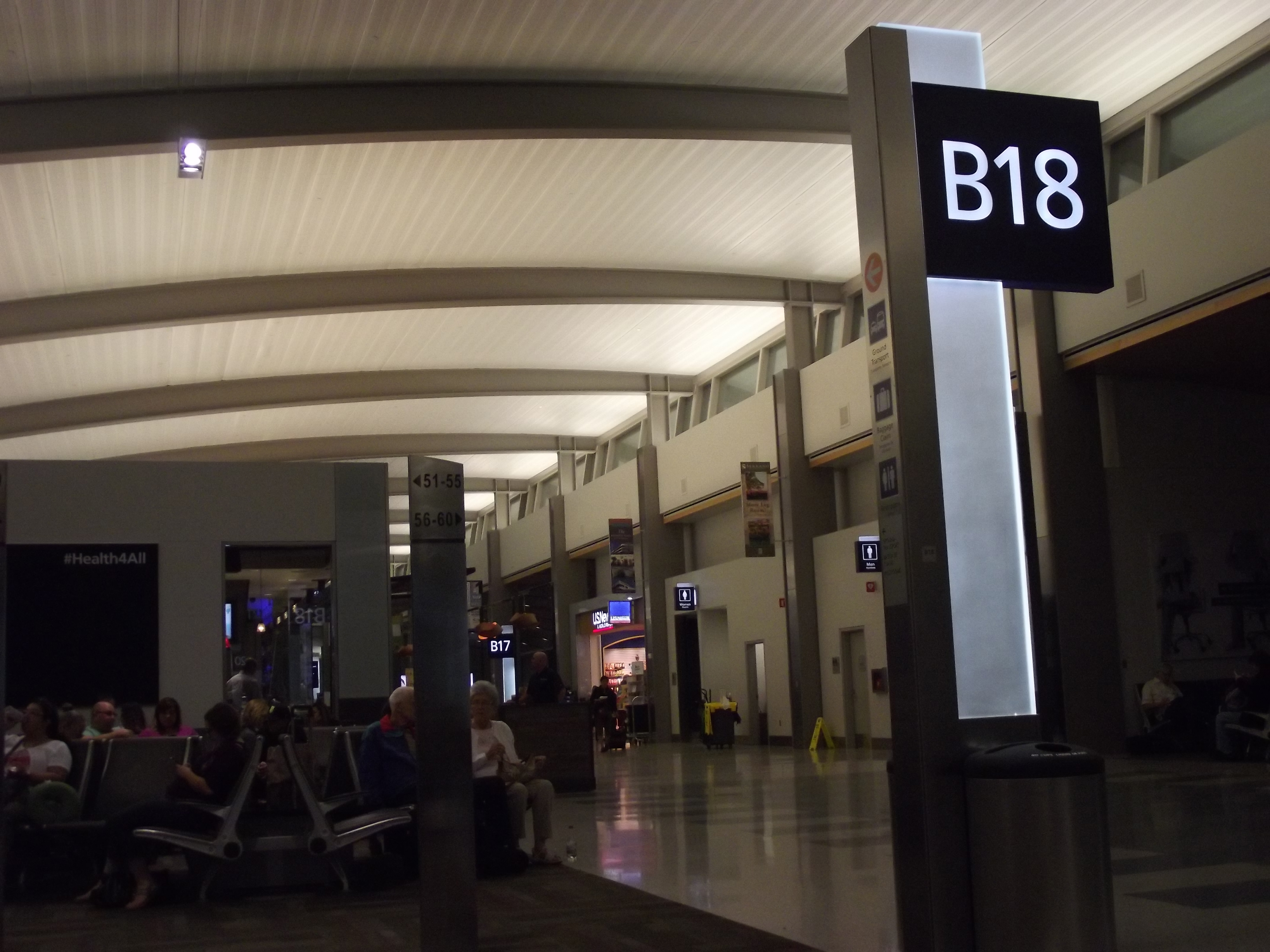
Puertas de la Terminal B del Aeropuerto.

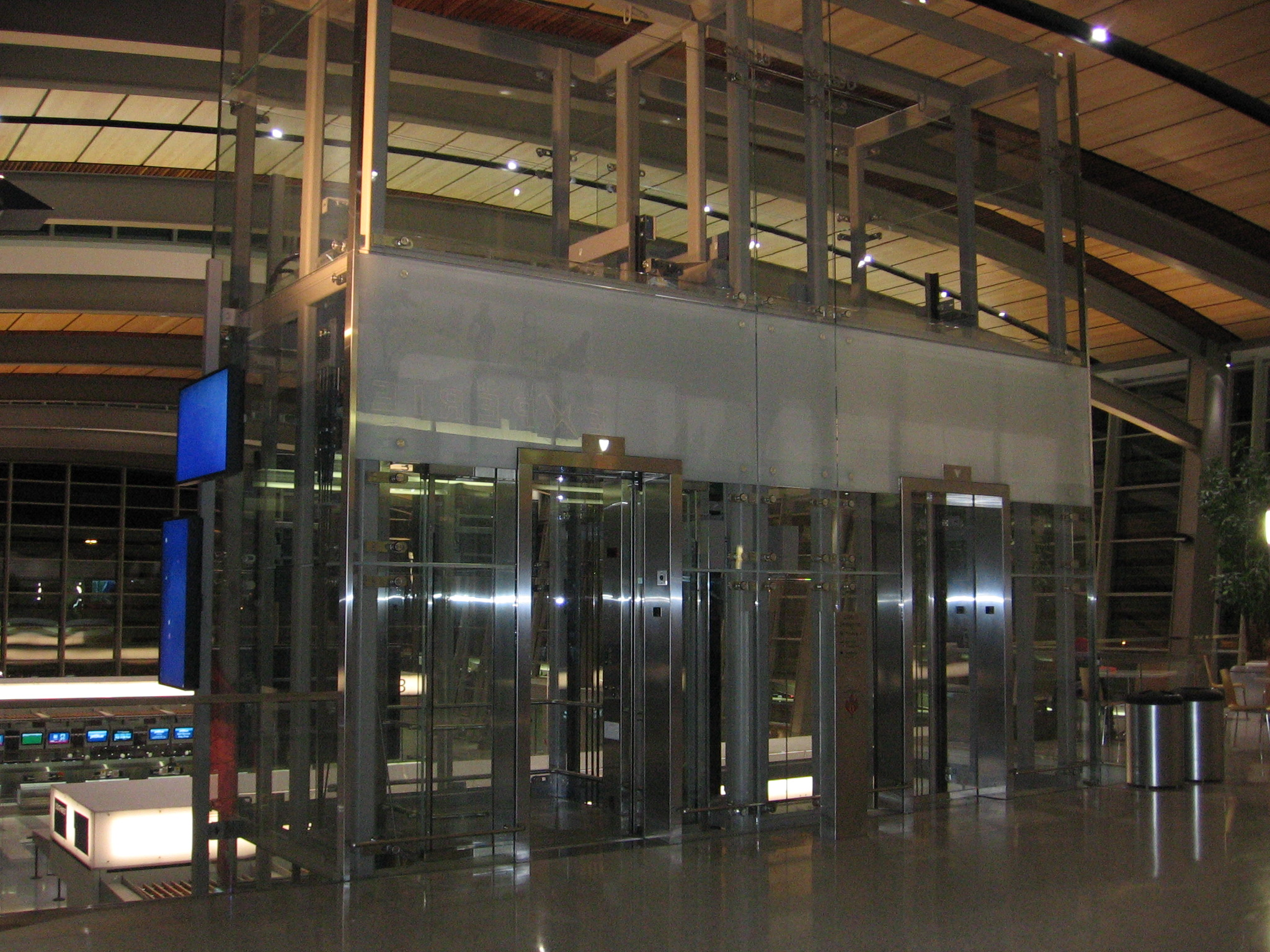
Elevadores en la Terminal B del Aeropuerto.

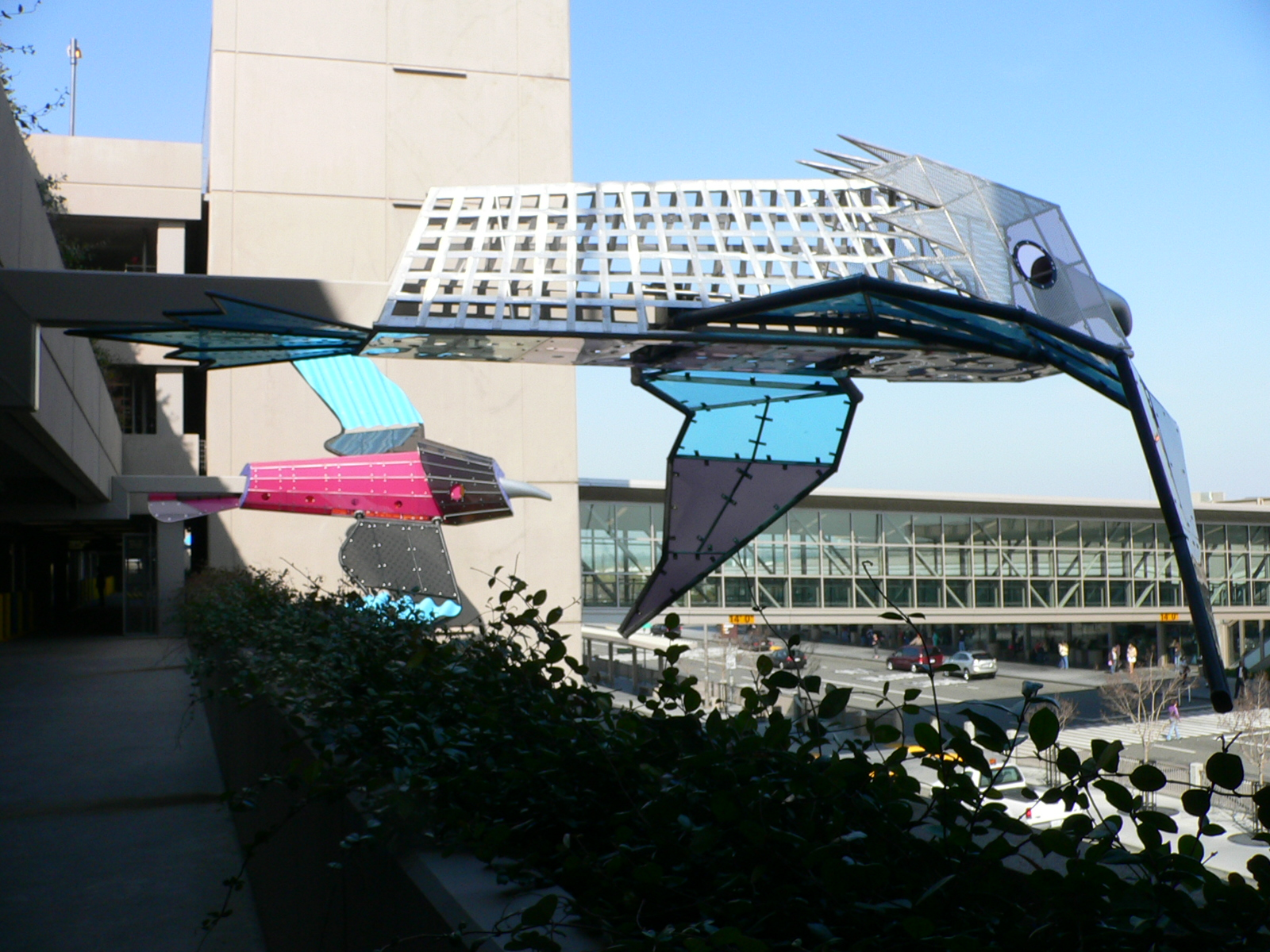
Instalación de "Flying Garden" de Dennis Oppenheim fuera del estacionamiento.

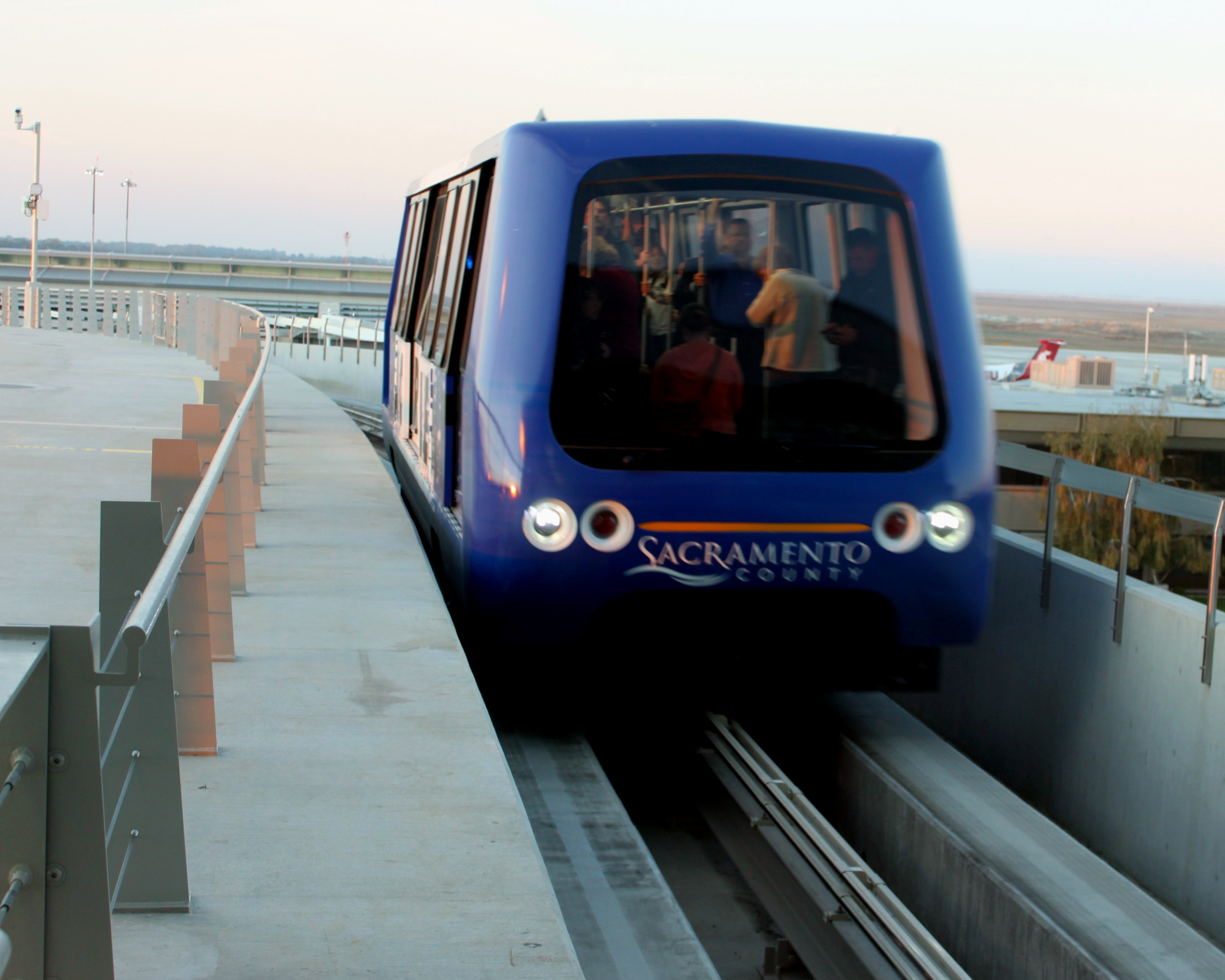
Tren interterminales en la Terminal B.

| Aerolíneas         | Destinos | Terminal |
| ------------------ | --- | -------- |
| Aeroméxico         | Guadalajara | B        |
| Air Canada         | Estacional: Toronto–Pearson | A        |
| Air Canada Express | Vancouver | A        |
| Alaska Airlines    | Boise, Portland (OR), San Diego, Seattle/Tacoma Estacional: Anchorage, Orlando, Puerto Vallarta, San José del Cabo, Tucson | B        |
| American Airlines  | Charlotte, Chicago-O'Hare, Dallas/Fort Worth, Miami, Phoenix–Sky Harbor | A        |
| American Eagle     | Los Ángeles, Phoenix–Sky Harbor | A        |
| Delta Air Lines    | Atlanta, Detroit, Los Ángeles, Mineápolis/St. Paul, Salt Lake City, Seattle/Tacoma | A        |
| Delta Connection   | Las Vegas, Los Ángeles, Salt Lake City, Seattle/Tacoma | A        |
| Frontier Airlines  | Denver, Los Ángeles, San Diego Estacional: Las Vegas | B        |
| Hawaiian Airlines  | Honolulu, Kahului, Kailua-Kona, Lihue | B        |
| JetBlue Airways    | Estacional: Boston, Nueva York-JFK | A        |
| Southwest Airlines | Austin, Baltimore, Boise, Burbank, Chicago-Midway, Dallas-Love, Denver, Eugene, Honolulu, Houston-Hobby, Kahului, Kailua-Kona, Kansas City, Las Vegas, Long Beach, Los Ángeles, Nashville, Ontario, Orange County, Orlando, Palm Springs, Phoenix–Sky Harbor, Portland (OR), Puerto Vallarta, Salt Lake City, San Diego, San José del Cabo, San Luis, Santa Bárbara, Seattle/Tacoma, Spokane, Tucson | B        |
| Spirit Airlines    | Las Vegas | B        |
| United Airlines    | Chicago-O'Hare, Denver, Houston-Intercontinental, Newark, Washington-Dulles | A        |
| United Express     | Los Ángeles, San Francisco | A        |
| Volaris            | Ciudad de México, Guadalajara, León/Del Bajío, Morelia | B        |

### Carga
| Aerolíneas    | Destinos                                     |
| ------------- | -------------------------------------------- |
| Amazon Air    | Baltimore, Chicago-O'Hare, Lakeland          |
| FedEx Express | Indianápolis, Memphis                        |
| FedEx Feeder  | Chico, Crescent City, Eureka, Redding, Ukiah |

### Destinos nacionales
Se brinda servicio a 45 ciudades dentro del país a cargo de 14 aerolíneas. 
| Destinos nacionales del Aeropuerto de Sacramento SMF ANC ATL AUS BWI BOI BOS BUR CLT ORD MDW DFW DAL DEN DTW EUG HNL IAH HOU OGG MCI KOA LAS LIH LGB LAX MIA MSP BNA EWR JFK ONT SNA MCO PSP PHX PDX SLC SAN SFO STL SBA SEA GEG TUS IAD | Destinos nacionales del Aeropuerto de Sacramento SMF ANC ATL AUS BWI BOI BOS BUR CLT ORD MDW DFW DAL DEN DTW EUG HNL IAH HOU OGG MCI KOA LAS LIH LGB LAX MIA MSP BNA EWR JFK ONT SNA MCO PSP PHX PDX SLC SAN SFO STL SBA SEA GEG TUS IAD | Destinos nacionales del Aeropuerto de Sacramento SMF ANC ATL AUS BWI BOI BOS BUR CLT ORD MDW DFW DAL DEN DTW EUG HNL IAH HOU OGG MCI KOA LAS LIH LGB LAX MIA MSP BNA EWR JFK ONT SNA MCO PSP PHX PDX SLC SAN SFO STL SBA SEA GEG TUS IAD | Destinos nacionales del Aeropuerto de Sacramento SMF ANC ATL AUS BWI BOI BOS BUR CLT ORD MDW DFW DAL DEN DTW EUG HNL IAH HOU OGG MCI KOA LAS LIH LGB LAX MIA MSP BNA EWR JFK ONT SNA MCO PSP PHX PDX SLC SAN SFO STL SBA SEA GEG TUS IAD | Destinos nacionales del Aeropuerto de Sacramento SMF ANC ATL AUS BWI BOI BOS BUR CLT ORD MDW DFW DAL DEN DTW EUG HNL IAH HOU OGG MCI KOA LAS LIH LGB LAX MIA MSP BNA EWR JFK ONT SNA MCO PSP PHX PDX SLC SAN SFO STL SBA SEA GEG TUS IAD | Destinos nacionales del Aeropuerto de Sacramento SMF ANC ATL AUS BWI BOI BOS BUR CLT ORD MDW DFW DAL DEN DTW EUG HNL IAH HOU OGG MCI KOA LAS LIH LGB LAX MIA MSP BNA EWR JFK ONT SNA MCO PSP PHX PDX SLC SAN SFO STL SBA SEA GEG TUS IAD | Destinos nacionales del Aeropuerto de Sacramento SMF ANC ATL AUS BWI BOI BOS BUR CLT ORD MDW DFW DAL DEN DTW EUG HNL IAH HOU OGG MCI KOA LAS LIH LGB LAX MIA MSP BNA EWR JFK ONT SNA MCO PSP PHX PDX SLC SAN SFO STL SBA SEA GEG TUS IAD | Destinos nacionales del Aeropuerto de Sacramento SMF ANC ATL AUS BWI BOI BOS BUR CLT ORD MDW DFW DAL DEN DTW EUG HNL IAH HOU OGG MCI KOA LAS LIH LGB LAX MIA MSP BNA EWR JFK ONT SNA MCO PSP PHX PDX SLC SAN SFO STL SBA SEA GEG TUS IAD | Destinos nacionales del Aeropuerto de Sacramento SMF ANC ATL AUS BWI BOI BOS BUR CLT ORD MDW DFW DAL DEN DTW EUG HNL IAH HOU OGG MCI KOA LAS LIH LGB LAX MIA MSP BNA EWR JFK ONT SNA MCO PSP PHX PDX SLC SAN SFO STL SBA SEA GEG TUS IAD |
| Destinos | Southwest Airlines | United Airlines | Delta Air Lines | Alaska Airlines | American Airlines | Otra | # | |
| --- | --- | --- | --- | --- | --- | --- | --- | --- |
| Anchorage (ANC) | | | | • | | | 1 | |
| Atlanta (ATL) | | | • | | | | 1 | |
| Austin (AUS) | • | | | | | | 1 | |
| Baltimore (BWI) | • | | | | | | 1 | |
| Boise (BOI) | | | | • | | | 1 | |
| Boston (BOS) | | | | | | JetBlue Airways | 1 | |
| Burbank (BUR) | • | | | | | JetBlue Airways | 2 | |
| Charlotte (CLT) | | | | | • | | 1 | |
| Chicago (ORD) | | • | | | • | | 2 | |
| Chicago (MDW) | • | | | | | | 1 | |
| Dallas (DFW) | | | | | • | | 1 | |
| Dallas (DAL) | • | | | | | | 1 | |
| Denver (DEN) | • | • | | | | Frontier Airlines | 3 | |
| Detroit (DTW) | | | • | | | | 1 | |
| Eugene (EUG) | • | | | | | | 1 | |
| Honolulu (HNL) | • | | | | | Hawaiian Airlines | 2 | |
| Houston (IAH) | | • | | | | | 1 | |
| Houston (HOU) | • | | | | | | 1 | |
| Kahului (OGG) | • | | | | | Hawaiian Airlines | 2 | |
| Kailua (KOA) | • | | | | | Hawaiian Airlines | 2 | |
| Kansas City (MCI) | • | | | | | | 1 | |
| Lihue (LIH) | | | | | | Hawaiian Airlines | 1 | |
| Las Vegas (LAS) | • | | • | | | Frontier Airlines / Spirit Airlines | 4 | |
| Long Beach (LGB) | • | | | | | | 1 | |
| Los Ángeles (LAX) | • | • | • | | • | Frontier Airlines | 5 | |
| Miami (MIA) | | | | | • | | 1 | |
| Mineápolis (MSP) | | | • | | | | 1 | |
| Nashville (BNA) | • | | | | | | 1 | |
| Newark (EWR) | | • | | | | | 1 | |
| Nueva York (JFK) | | | | | | JetBlue Airways | 1 | |
| Ontario (ONT) | • | | | | | | 1 | |
| Orange County (SNA) | • | | | | | | 1 | |
| Orlando (MCA) | • | | | • | | | 2 | |
| Palm Springs (PSP) | • | | | | | | 1 | |
| Phoenix (PHX) | • | | | | • | | 2 | |
| Portland (PDX) | • | | | • | | | 2 | |
| Salt Lake City (SLC) | • | | • | | | | 2 | |
| San Diego (SAN) | • | | | • | | Frontier Airlines | 3 | |
| San Francisco (SFO) | | • | | | | | 1 | |
| San Luis (STL) | • | | | | | | 1 | |
| Santa Bárbara (SBA) | • | | | | | | 1 | |
| Seattle (SEA) | • | | • | • | | | 3 | |
| Spokane (GEG) | • | | | | | | 1 | |
| Tucson (TUS) | • | | | • | | | 2 | |
| Washington (IAD) | | • | | | | | 1 | |
| Total | 29 | 7 | 7 | 7 | 6 | 12 | 45 | |

### Destinos internacionales
Se ofrece servicio a 8 destinos internacionales (1 estacional), a cargo de 6 aerolíneas.
| Canadá (2 destinos [1 estacional], 2 aerolíneas)         |                                                      |                                                   |   |
| Toronto                                                  | Aeropuerto Internacional Toronto Pearson             | Air Canada (Estacional)                           | A |
| Vancouver                                                | Aeropuerto Internacional de Vancouver                | Air Canada Express                                | A |
| México (6 destinos, 4 aerolíneas)                        |                                                      |                                                   |   |
| Ciudad de México                                         | Aeropuerto Internacional de la Ciudad de México      | Volaris                                           | B |
| Guadalajara                                              | Aeropuerto Internacional de Guadalajara              | Aeroméxico / Volaris                              | B |
| León                                                     | Aeropuerto Internacional del Bajío                   | Volaris                                           | B |
| Morelia                                                  | Aeropuerto Internacional General Francisco J. Múgica | Volaris                                           | B |
| Puerto Vallarta                                          | Aeropuerto Internacional de Puerto Vallarta          | Alaska Airlines (Estacional) / Southwest Airlines | B |
| San José del Cabo                                        | Aeropuerto Internacional de Los Cabos                | Alaska Airlines (Estacional) / Southwest Airlines | B |
| Total: 8 destinos (1 estacional), 2 países, 6 aerolíneas |                                                      |                                                   |   |

## Estadísticas

### Rutas más transitadas

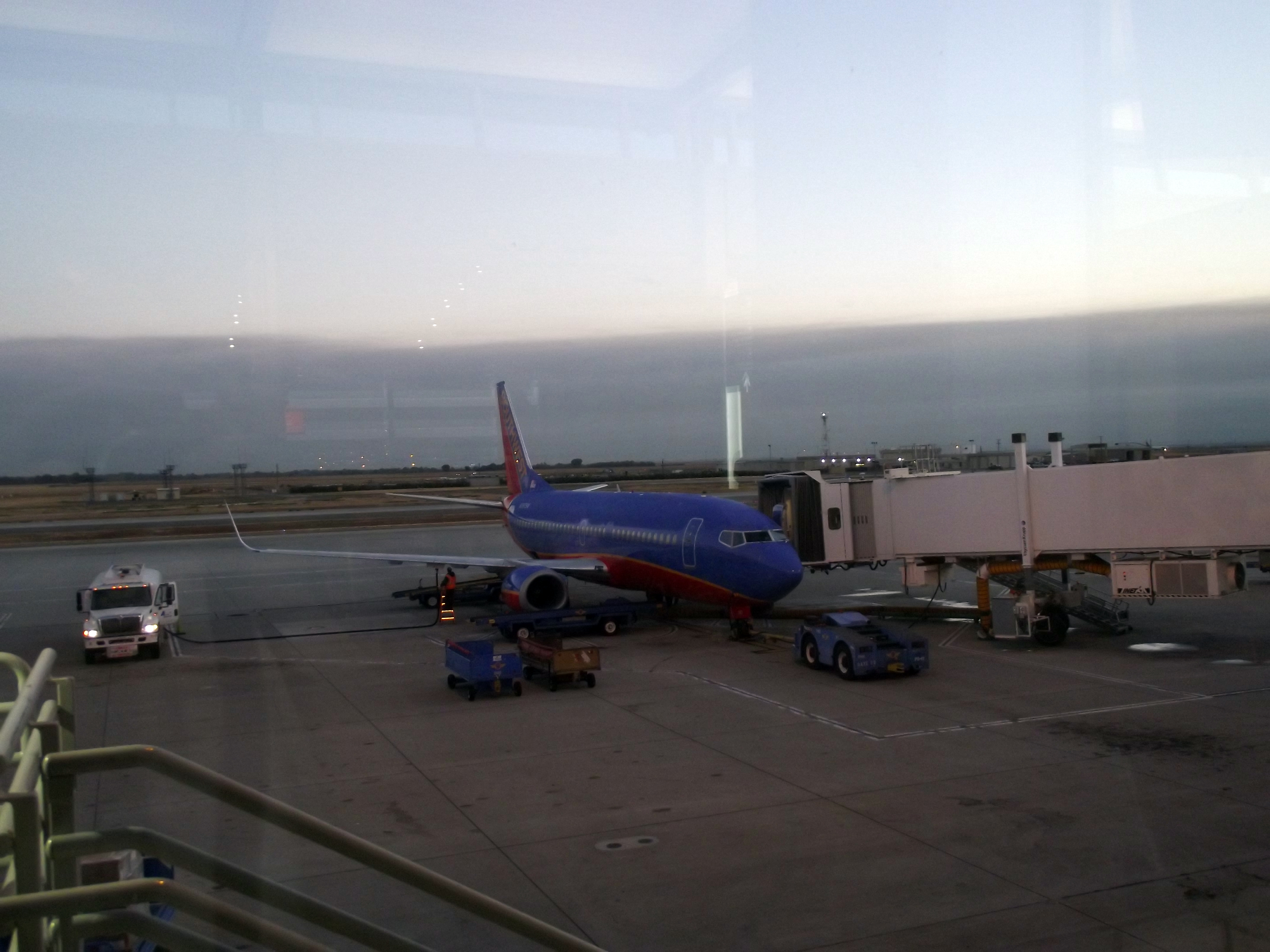
Avión de Southwest Airlines en la pista del Aeropuerto Internacional de Sacramento fuera de la Puerta 18 de la Terminal B. Destino - Las Vegas, Nevada en el 2014.

| Número | Ciudad                    | Pasajeros | Aerolínea                                                                             |
| ------ | ------------------------- | --------- | ------------------------------------------------------------------------------------- |
| 1      | Las Vegas, Nevada         | 689,000   | Frontier Airlines, Southwest Airlines, Spirit Airlines                                |
| 2      | San Diego, California     | 586,000   | Southwest Airlines                                                                    |
| 3      | Denver, Colorado          | 536,000   | Frontier Airlines, Southwest Airlines, United Airlines, United Express                |
| 4      | Seattle, Washington       | 433,000   | Alaska Airlines, Delta Connection, Southwest Airlines                                 |
| 5      | Phoenix, Arizona          | 420,000   | American Airlines, Frontier Airlines, Southwest Airlines                              |
| 6      | Los Ángeles, California   | 403,000   | American Eagle, Delta Air Lines, Delta Connection, Southwest Airlines, United Express |
| 7      | Dallas, Texas             | 291,000   | American Airlines                                                                     |
| 8      | Burbank, California       | 254,000   | Southwest Airlines                                                                    |
| 9      | Orange County, California | 232,000   | Southwest Airlines, Spirit Airlines                                                   |
| 10     | Salt Lake City, Utah      | 217,000   | Delta Air Lines, Delta Connection, Southwest Airlines                                 |

### Tráfico anual
| Año  | Pasajeros | Año  | Pasajeros | Año  | Pasajeros  | Año  | Pasajeros  |
| ---- | --------- | ---- | --------- | ---- | ---------- | ---- | ---------- |
| 1968 | 1,109,402 | 1983 | 2,587,376 | 1998 | 7,201,378  | 2013 | 8,686,530  |
| 1969 | 1,233,762 | 1984 | 2,625,399 | 1999 | 7,554,892  | 2014 | 8,972,756  |
| 1970 | 1,330,311 | 1985 | 2,892,005 | 2000 | 7,935,046  | 2015 | 9,612,447  |
| 1971 | 1,451,911 | 1986 | 3,468,235 | 2001 | 8,036,942  | 2016 | 10,118,794 |
| 1972 | 1,641,831 | 1987 | 3,826,583 | 2002 | 8,510,924  | 2017 | 10,912,080 |
| 1973 | 1,794,454 | 1988 | 3,761,217 | 2003 | 8,778,163  | 2018 | 12,050,763 |
| 1974 | 1,903,258 | 1989 | 3,733,594 | 2004 | 9,580,722  | 2019 | 13,172,840 |
| 1975 | 1,932,461 | 1990 | 3,631,791 | 2005 | 10,203,066 | 2020 | 5,583,052  |
| 1976 | 2,173,294 | 1991 | 4,351,964 | 2006 | 10,362,800 | 2021 | 9,702,030  |
| 1977 | 2,497,751 | 1992 | 5,124,994 | 2007 | 10,767,639 | 2022 | 12,313,370 |
| 1978 | 2,789,380 | 1993 | 5,322,632 | 2008 | 9,844,307  | 2023 | 12,976,092 |
| 1979 | 2,901,509 | 1994 | 5,927,896 | 2009 | 8,780,942  | 2024 | 13,634,838 |
| 1980 | 2,266,612 | 1995 | 6,704,470 | 2010 | 8,667,338  | 2025 |            |
| 1981 | 2,271,862 | 1996 | 6,985,784 | 2011 | 8,547,977  | 2026 |            |
| 1982 | 2,449,564 | 1997 | 6,967,280 | 2012 | 8,909,658  | 2027 |            |

## Accidentes e incidentes
- El 16 de febrero de 2000, el vuelo 17 de Emery Worldwide se estrelló en un desguace de automóviles poco después de despegar en un vuelo a Dayton, Ohio, matando a los 3 tripulantes a bordo. La causa del accidente fue la desconexión y el bloqueo de la pestaña derecha de control del elevador debido a un error de mantenimiento.

## Aeropuertos cercanos
Los aeropuertos más cercanos son:
- Aeropuerto Metropolitano de Stockton (94km)
- Aeropuerto Charles M. Schulz–Condado de Sonoma (107km)
- Aeropuerto de Oakland de la Bahía de San Francisco (120km)
- Aeropuerto Municipal de Chico (124km)
- Aeropuerto de la ciudad-condado de Modesto (131km)